# El collar de la coloma
El collar de la coloma o Tawq al-hamama (àrab: طوق الحمامة, Ṭawq al-ḥamāma) és una obra en prosa del segle xi escrita en àrab per Ibn Hazm. És un llibre de reflexions sobre la veritable essència de l'amor i intenta descobrir el que té de comú i immutable al llarg dels segles i les civilitzacions d'influència neoplatònica, anomenat «amor udhrí», i inclou detalls autobiogràfics. És també un diwan o antologia poètica de tema amorós. S'hi exposen alguns aspectes de l'experiència amorosa, per això constitueix un testimoniatge de primera mà de la vivència de l'amor a l'Àndalus durant la dinastia omeia. Fou escrit a Xàtiva cap a 1023. Té relació amb l'art islàmic ja que el collar de la coloma és art.

## Títol
El títol complet de l'obra és El collar de la coloma sobre l'amor i els amants o Tawq al-hamama fi-l-ulfa wa-l-alaf (àrab: طوق الحمامة أو طوق الحمامة في الألفة والألاف, Ṭawq al-ḥamāma fī l-ulfa wa-l-alāf).
El títol reflecteix el costum en la literatura àrab del moment de crear títols ornamentals: la coloma és bonica, però el seu collar és el que l'embelleix, així que és la bellesa màxima.

## Edicions
- Ibn Hazm de Còrdova. El Collar de la coloma : tractat sobre l'amor i els amants.  Picanya: Edicions del Bullent, 1994 (Torsimany (Edicions del Bullent) ; 1). ISBN 8486390796.
- Ibn Hazm Al-Andalusí. El Collar de la paloma (El collar de la tórtola y la sombra de la nube) (en castellà i àrab).  Madrid: Hiperión, 2009. ISBN 9788475179377.